# Gulfhaus

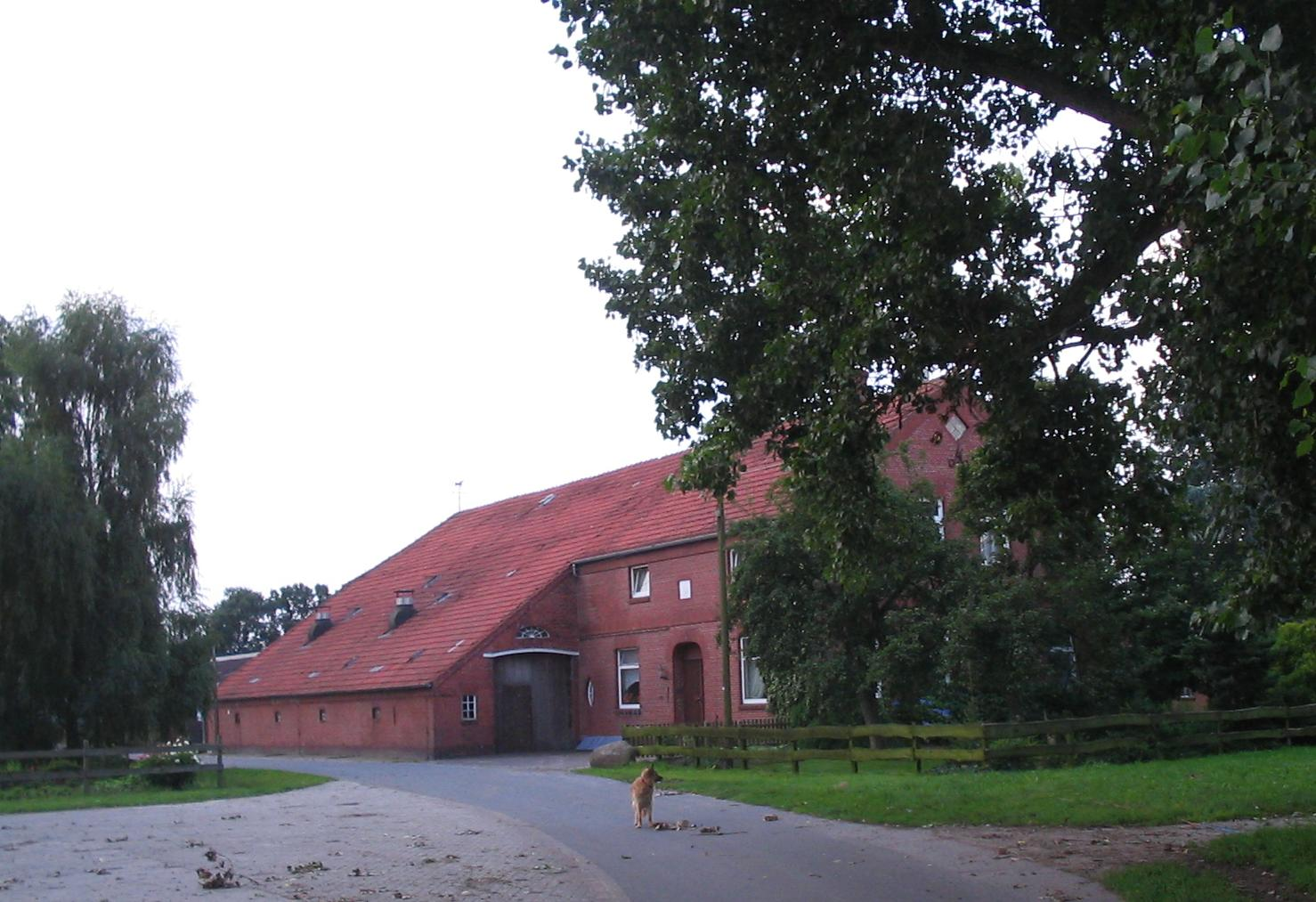
Gulfhaus im Landkreis Leer – Vorderhaus und Scheunentor

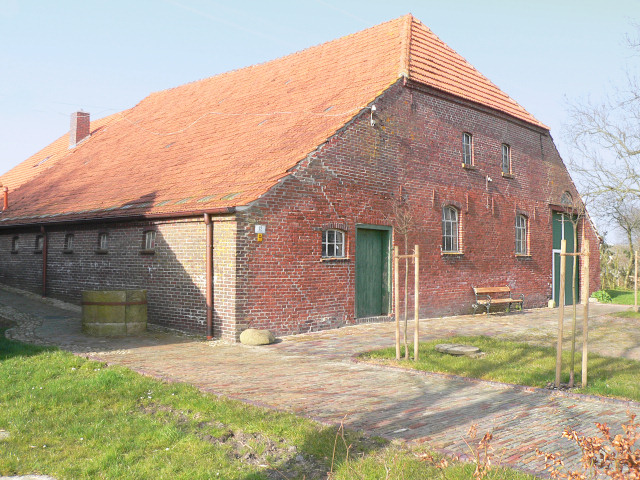
Gulfhaus aus Ziegelsteinen in Ziallerns im Wangerland. Rückseite mit Scheunentor (rechts) und Stalltor (links)

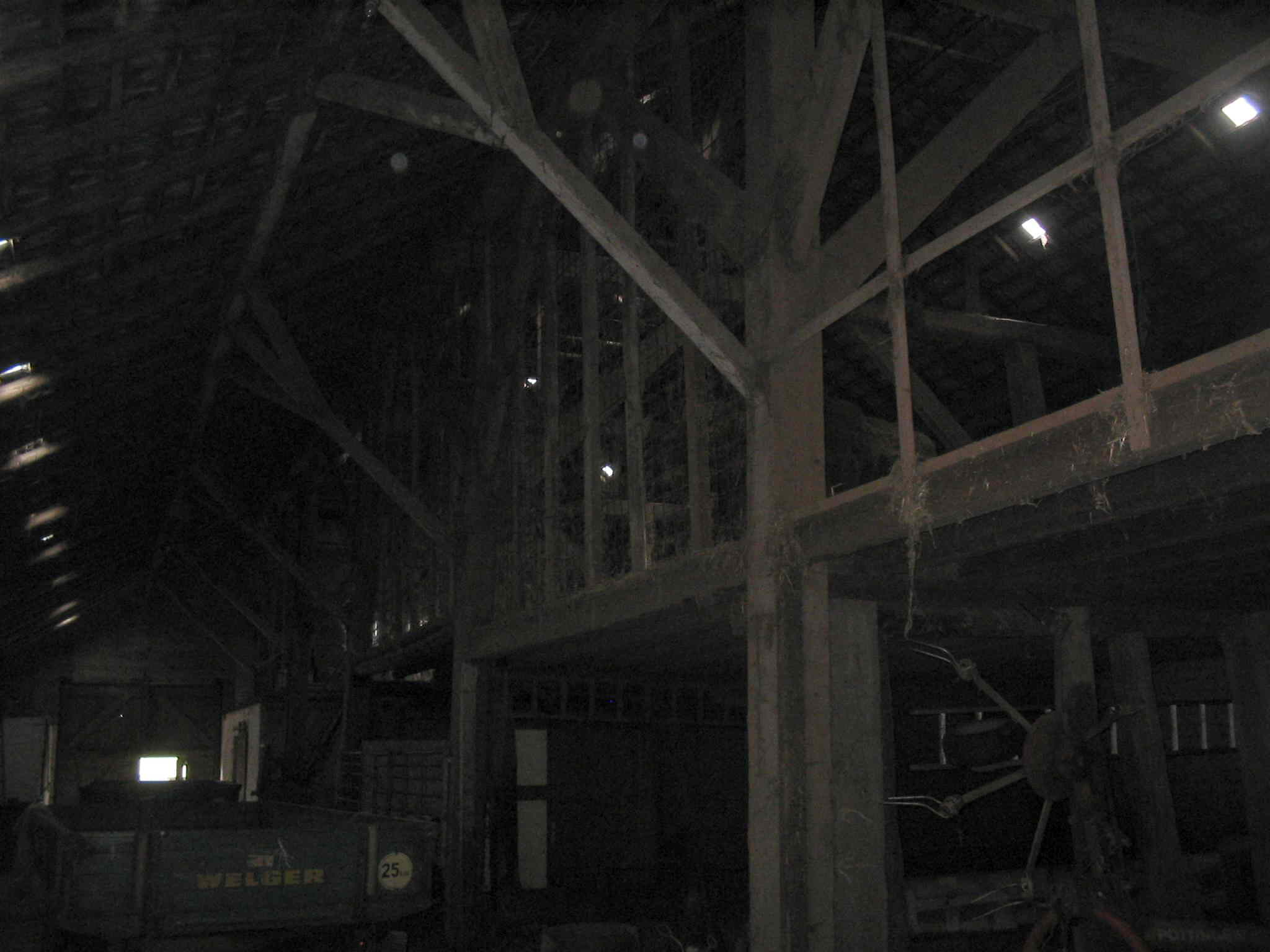
Dachkonstruktion eines ostfriesischen Gulfhauses von innen, von der Tenne aus gesehen

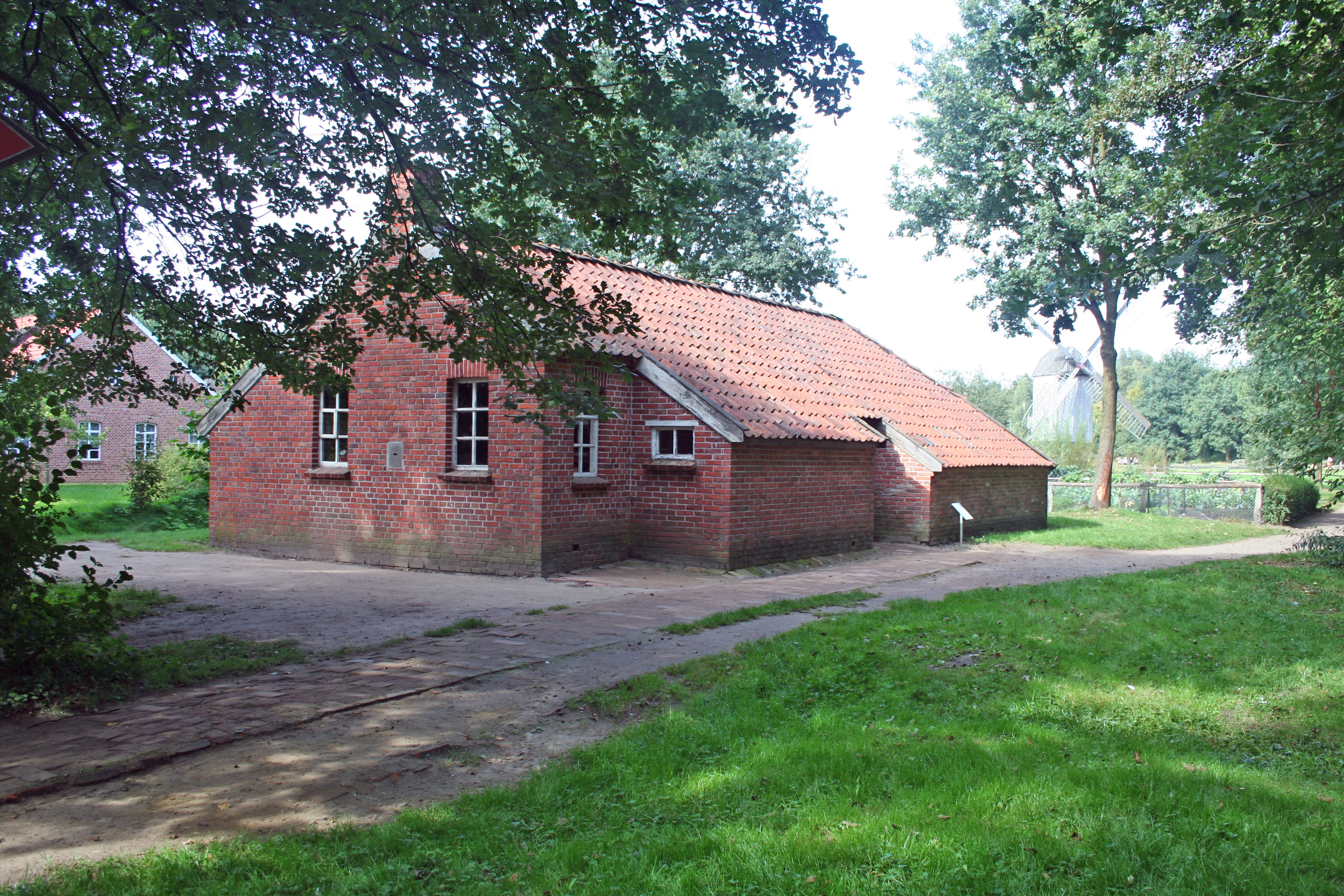
Landarbeiterhaus im Museumsdorf Cloppenburg

Das Gulfhaus, auch als Gulfhof oder Ostfriesenhaus bezeichnet, ist eine Bauernhausform, die im 16. und 17. Jahrhundert vor allem in Nordwestdeutschland und den Niederlanden aufkam. Es ist ein Holzgerüstbau in Ständerbauweise. Das Gulfhaus verbreitete sich von den südlichen Niederlanden aus zunächst in den Marschen und anschließend in den friesischen Geestgebieten. Das Verbreitungsgebiet erstreckte sich im Nordseeküstenraum von Süd- und Nordbrabant, Limburg, Flandern, Zeeland und der Niederrhein über Nordholland, Westfriesland, Groningen, Ostfriesland und Oldenburg bis nach Schleswig-Holstein und Jütland (hier als „agerumslade“). Unterbrochen wurde diese Linie durch das Elbe-Weser-Dreieck, in dem sich die Form des (niederdeutschen) Hallenhauses, besser bekannt als Niedersachsenhaus, bewahrte.
Das bisher älteste in Ostfriesland bekannte noch erhaltene Gulfhaus soll der Gulfhof Rieken in Westerende-Kirchloog sein, dessen Wirtschaftsteil teils aus dem Jahr 1568 stammen dürfte. Eine Gulfscheune in Woquard wurde mittels Dendrochronologie auf 1579 datiert. Der Gutshof der Menkemaborg in Uithuizen (Groningen) soll bereits 1525 errichtet worden sein.
Das theoretische Konzept des Gulfhauses, das erst durch Kurt Junge und andere Volkskundler der 1930er Jahre geprägt worden ist, ist in Deutschland weiter gefasst als das seiner niederländischen Gegenstücke. In der deutschen Literatur zählt man zum Gulfhaus zusätzlich die sogenannten „flämischen“ Scheunen in den südlichen Niederlanden, die Bargscheunen in Westflandern und bisweilen auch die quergeteilten Getreidescheunen in Zeeland.
In den Niederlanden werden die Bauernhäuser des Oldambtes (das eigentliche Ostfriesenhaus) und weiteren Scheunen des friesischen Typus in Westfriesland und Nordgroningen zusammen mit den nordholländischen Haubarge zur „nördlichen“ oder „friesischen Baugruppe“ gerechnet. Diese formale Typologie, die in den 1950er Jahren durch den Bauforscher Rob Hekker entwickelt wurde, gilt heute aber als veraltet. 
Die Interessengemeinschaft Bauernhaus ernannte das Gulfhaus zum Bauernhaus des Jahres 2026.

## Entstehung

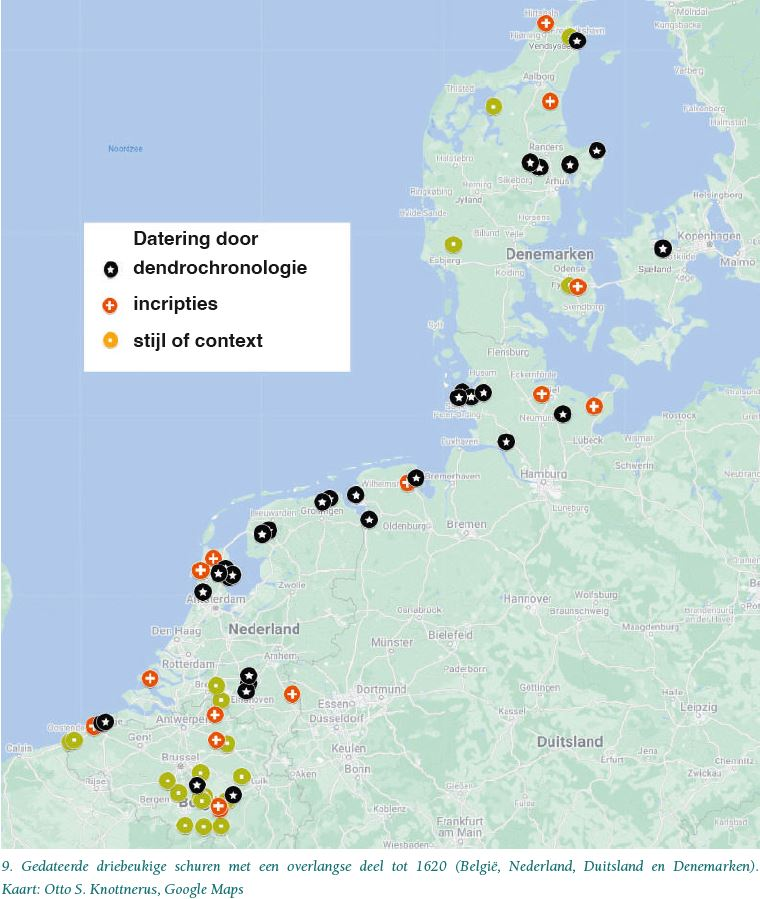
Datierte längstaufgeschlossene dreischiffige Durchfahrtsscheunen an der südlichen Nordseeküste und im Baltikum, ca. 1490–1620 (Quelle: Knottnerus 2022)

Seine Entstehung verdankt das Gulfhaus ökonomischen Gegebenheiten. Der Vorgänger des Gulfhauses war das altfriesische Bauernhaus, das sich aus dem hochmittelalterlichen Wohnstallhaus, in dem Menschen und Vieh zusammenlebten, entwickelt hat. Diese niedrigen und langgestreckten Gebäude reichten den Landwirten räumlich weitgehend aus, da keine große Ernte einzulagern war. Getreideanbau war nur auf beschränkten hoch liegenden Flächen möglich, während die niedrigen Marschen sich vor allem als Gras- und Weideland eigneten. Durch Deichbaumaßnahmen und verbesserte Entwässerungstechniken, seit dem 18. Jahrhundert auch durch den Bau von Entwässerungsmühlen, konnten die fruchtbare Vorländer bedeicht und die tiefer liegende Marschgebiete und Binnenseen trockengelegt werden, wodurch man sie großflächig für Getreide- und Futteranbau nutzen konnte. Zur Bergung der wachsenden Erntemengen wurde ein Wirtschaftsgebäude mit großem Fassungsvermögen nötig, wofür die Gulfscheune sich eignete. Der Bau einer Gulfscheune oder Haubarg erforderte jedoch umfangreiches Kapital, weshalb diese Bauart mit dem Aufstieg des Agrarkapitalismus verbunden ist. Die ersten Gulfhäuser und Haubarge wurden oft auf Landgütern, herrschaftlichen Vorwerken und großen Pachthöfen errichtet.

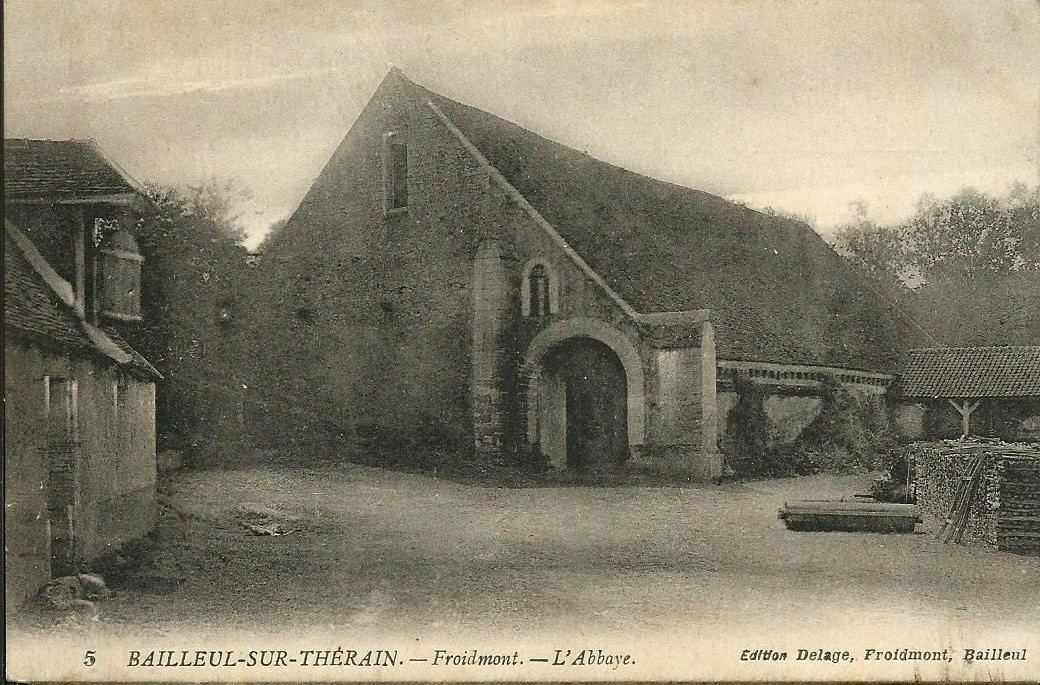
Klosterscheune mit Durchfahrtsdiele der zisterzienser Abtei Froidmont (Oise), 13. und 14. Jahrhundert.

Die wichtigsten Vorlagen für diese große dreischiffigen Scheunen bildeten die spätmittelalterlichen Kloster- und Zehntscheunen in Belgien und Nordfrankreich. Der moderne Typus der großbäuerliche und gutsherrliche Getreidescheune mit Durchfahrtsdiele verbreitete sich seit Ausgang des 15. Jahrhunderts in den südlichen Niederlanden, sodann in Holland, West- und Ostfriesland mithin in Schleswig-Holstein und Dänemark. Die südniederländischen und dänischen Gutsscheunen enthalten keine Wohnräume und bisweilen auch keine Rinder- und Pferdeställe. Spätestens um die Mitte des 16. Jahrhunderts begann man, zuerst in den Haubargen Nordhollands, später auch auf den west- und ostfriesischen Marschenhöfen ein Teil der Wohnräume in die Scheune einzubauen. Im typischen Ostfriesenhaus befinden sich die repräsentativen Wohnräume häufig im Vorderhaus, währenddessen die tägliche Stube, die Küche und die Wirtschaftsräumen im Seitenschiff der Scheune situiert waren. Häufig war das Vorderhaus ursprünglich Teil eines altfriesischen Bauernhauses, bei dem das ältere Viehhaus später durch eine neue Gulfscheune ersetzt wurde.
Das Gulfhaus war wegen seiner Effizienz ein erfolgreicher Bauform, der sich auch nach benachbarten Gegenden verbreite. Das ostfriesische Gulfhaus wurde um 1790 im Kronprinzenkoog eingeführt, von woraus es sich über Dithmarschen verbreitete und in einer angelaßten Form das einheimische quergeteilte Hallenhaus weitgehend verdrängte. Von Groningen und Ostfriesland aus verbreitete es sich im 19. und frühen 20. Jahrhundert in den Provinz Drenthe, ins Emsland sowie in die Wesermarschen. Noch in den Nachkriegsjahren wurden Siedlerhöfe in den niederländischen IJsselmeerpoldern sowie in Ödlandsiedlungen und Flurbereinigungsprojekten als quasi-Gulfhöfe errichtet. Auch in Nordamerika und auf niederländische Plantagen in Ostindien und der Karibik wurden gelegentlich Gulfscheunen gebaut.

## Etymologie
Der Begriff Gulf bezeichnet den Scheunenteil zwischen den vier zentralen Ständern im hinteren Teil des Gebäudes. Dieser häufig etwas tiefer als der Rest der Scheune gelegene kubische Stapelraum wird in Ostfriesland seit dem frühen 17. Jahrhundert als Gulf genannt. Im nordniederländischen Küstengebiet heißt er Golf oder Golle, in Ostengland auch Goaf. Das Wort Gulv ist altnordischen Ursprungs und bedeutet Flur oder Vertiefung. Es dürfte sich vor allem über die spätmittelalterlichen Klosterscheunen nach andere Regionen verbreitet haben.

## Aufbau

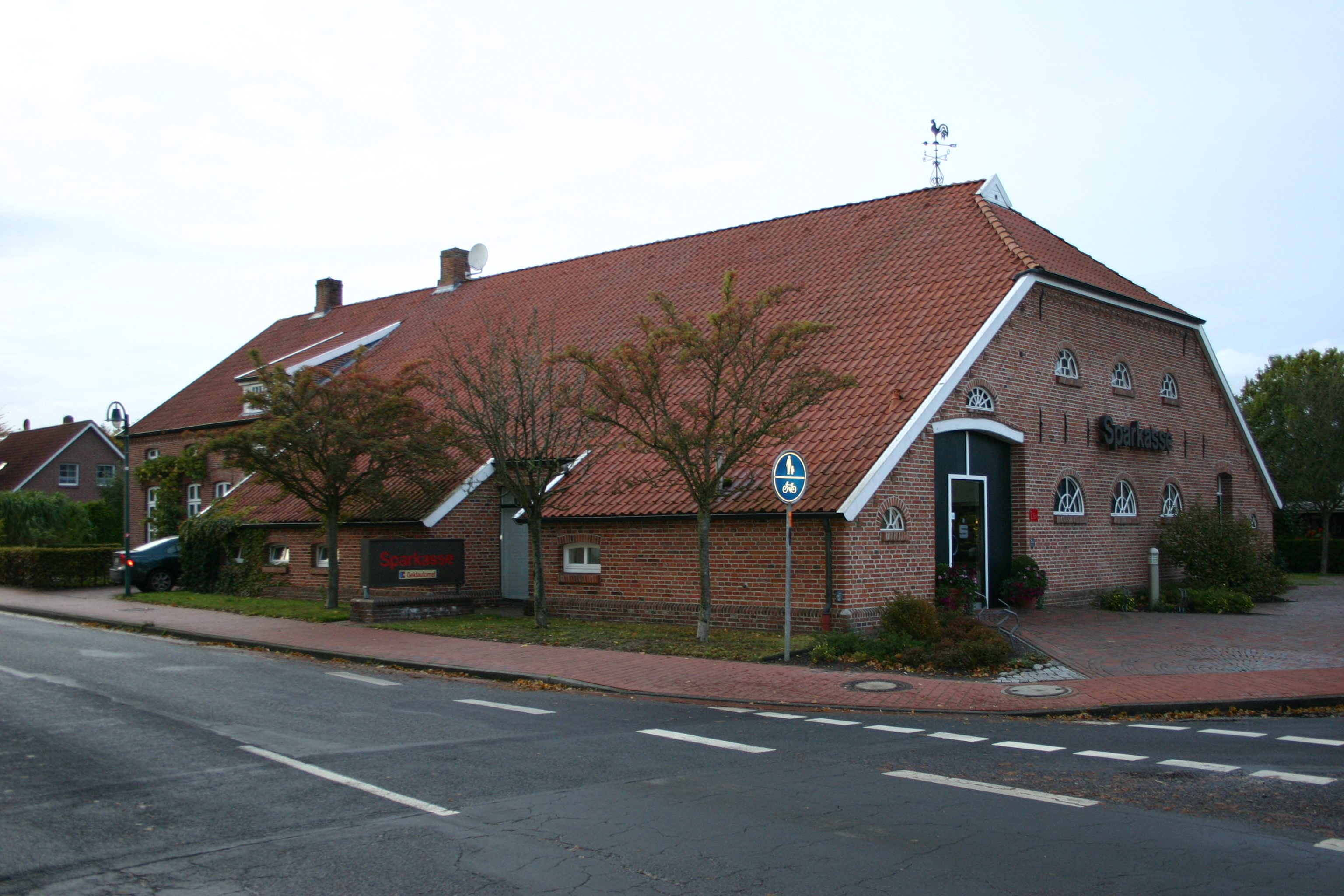
Umnutzung: Sparkasse in einem Gulfhof in Hollen

Das typische ostfriesische Gulfhaus besteht aus einem Vorderhaus (plattdeutsch: Vörderenn'), das den Wohntrakt darstellt, und dem angrenzenden Stall-/Scheunentrakt (plattdeutsch: Achterenn'). Dadurch, dass im hinteren Bereich das Dach weiter herabgezogen wird, entstehen Abseiten, so genannte „ūtkübben“, so dass der Scheunentrakt breiter ist als der Wohntrakt. Das Zentrum des Stall-/Scheunentraktes bildet der „Gulf“, eine Lagerfläche für Heu, Erntegut und Gerät, dem dieser Haustyp seinen Namen verdankt.
In der einen Abseite befinden sich Abteile zum Einstellen von Rindern (plattdeutsch: Kohstall). Der davor verlaufende Gang wird als „kaugâng“ (plattdeutsch: Kohhgang) bezeichnet. Am äußersten Ende befindet sich traditionell das Plumpsklo (gemak). An der Giebelseite des Scheunentraktes finden sich zwei Türen, ein großes Scheunentor (plattdeutsch: Schküürdör) auf der einen Seite, die den Zugang zur Dreschdiele (plattdeutsch: Döschdeel) und den Gulfen auch mit Wagen ermöglicht und eine kleine, zweigeteilte Tür (plattdeutsch: Messeldör) auf der anderen. Letztere erhielt ihren Namen daher, dass durch sie der Mist vom „kaugâng“ (Mist = mäers; entmisten = messen) abtransportiert wurde.
Häufig findet man über der großen Scheunentür ein halbrundes Fenster im Metallrahmen mit einer Inneneinteilung in Gestalt einer stilisierten aufgehenden Sonne.
Der vordere, am Giebel gelegene Teil des Mitteltraktes, in dem der Pferdestall (plattdeutsch: Peerstall) untergebracht ist, wird durch eine Trennmauer abgegrenzt und erhält eine Abdeckung, so dass ein zusätzlicher Boden (sg. hiel, plattdeutsch: Hill) entsteht, auf dem weiteres Heu für die Winterfütterung gelagert wird.
Die Dachlast tragen bei diesem Bautypus nicht die Außenwände, sondern ein innen liegendes Ständerwerk (plattdeutsch: Stapelwark).
Die Dacheindeckung des Wohntrakts erfolgt traditionell vollständig mit roten Ton-Dachpfannen, während der Scheunentrakt im unteren Drittel mit ebendiesen Dachpfannen und im oberen Bereich mit Reet gedeckt ist. Das Dach ist mindestens auf der windzugewandten Giebelseite (meist der Scheunengiebel), manchmal auch an beiden Giebeln als Krüppelwalm ausgebildet, der auch heute noch vielfach von einem Maljan bekrönt ist.
Eine Besonderheit vieler älterer Gulfhöfe ist die sogenannte Upkammer (plattdeutsch: Upkamer), ein Raum im Wohntrakt, der wegen eines darunter liegenden, halb oberirdischen Kellers höher angeordnet ist als die übrigen Zimmer. Dem entspricht bei solchen Gebäuden in der Außenansicht vielfach noch eine versetzte Anordnung der Fenster.
Der Konstruktionsplan des Gulfhauses findet (gelegentlich mit größen- oder lagebedingten Modifikationen wie z. B. einem seitlichen Eingang) Anwendung gleichermaßen bei großen Hofgebäuden (plattdeutsch: Plaats) wie auch bei kleineren Gebäuden bis hin zu Landarbeiterhäusern.

## Alternative Verwendungen

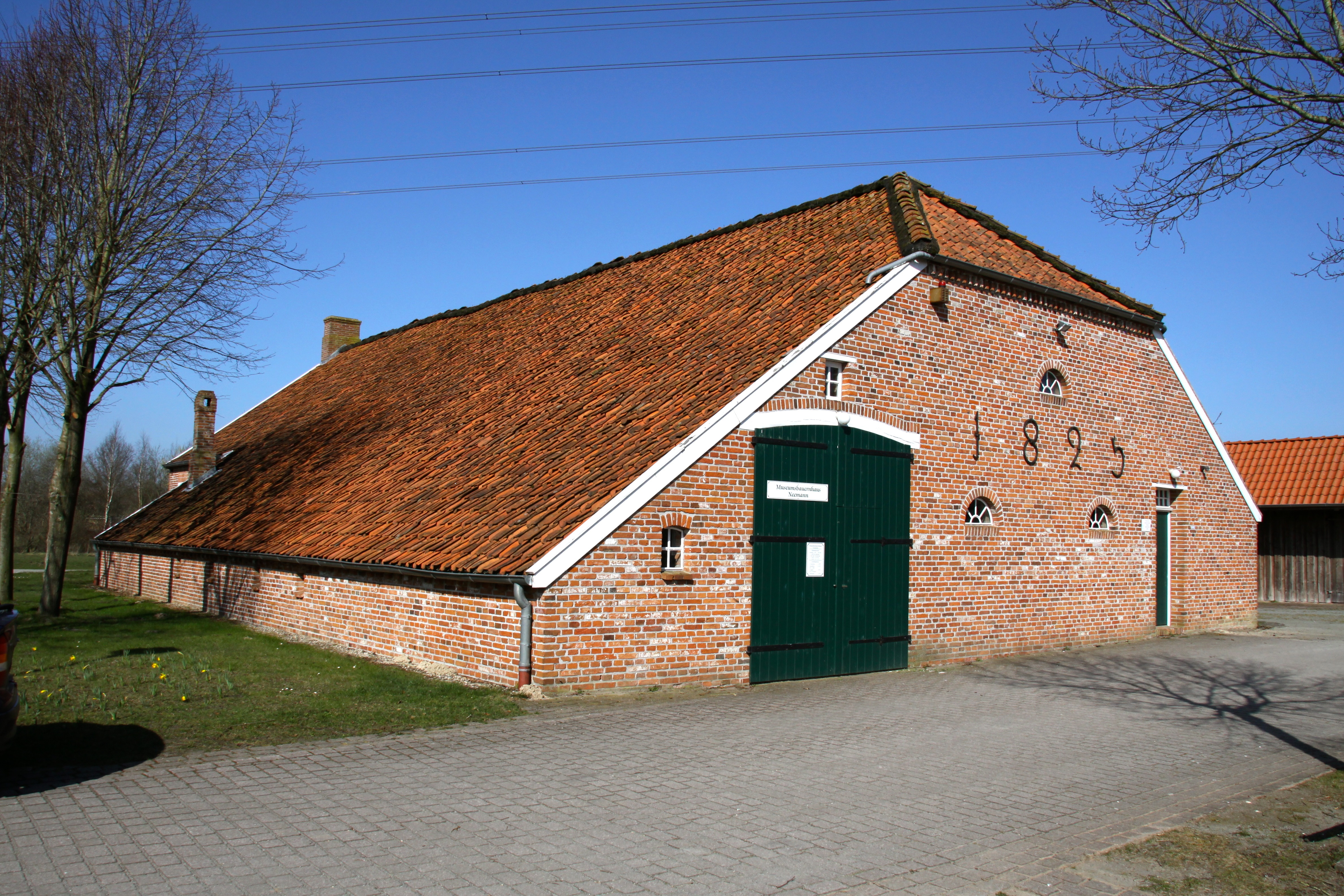
Museumsbauernhaus Neemann in Grootegaste

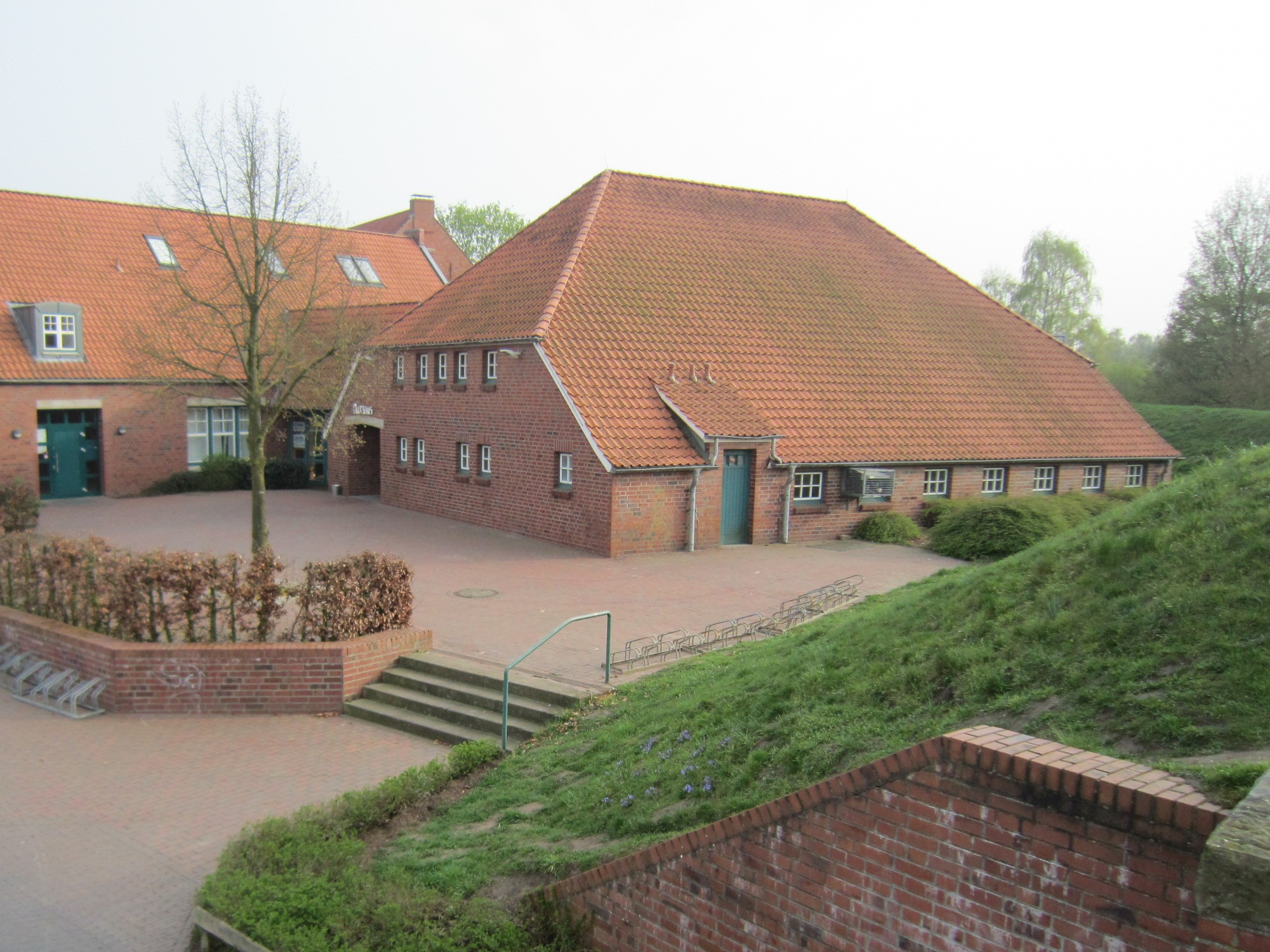
Jugendtreff „GulfHaus“ auf dem Gelände der Zitadelle Vechta

Bereits im 18. und 19. Jahrhundert wurden Gulfhöfe auch für nicht-landwirtschaftliche Zwecke genutzt, beispielsweise für Ziegeleien.
Durch den Strukturwandel in der Landwirtschaft und die Aufgabe von Höfen boten sich Chancen, Gulfhöfe auch anderen als landwirtschaftlichen Zwecken zuzuführen. So wurde in Loquard (Gemeinde Krummhörn, Landkreis Aurich) ein ehemaliger Gulfhof zu einer Grundschule umgebaut. In Hollen (Gemeinde Uplengen, Landkreis Leer) war die örtliche Sparkasse in einen ehemals landwirtschaftlich genutzten Gulfhof eingezogen. Durch den weiteren Strukturwandel im ländlichen Raum ist dieser Gebäudeteil zu einer Privatwohnung umgebaut worden. Der Naturschutzbund NABU betreibt in Wiegboldsbur (Gemeinde Südbrookmerland, Landkreis Aurich) einen Gulfhof als Lehrhof für naturnahe Landwirtschaft und in Butjadingen wird der frühere Gulfhof Bree als Schullandheim und Jugendgruppenhaus betrieben.
Auf dem historischen Dorfplatz von Grootegaste wurde das frühere Gulfhaus von Steenfelde wieder aufgebaut. Durch das ehemalige Scheunentor betritt man das Museumsbauernhaus Neemann. Im Hinterhaus des Museums ist eine Sammlung historischer landwirtschaftlicher Geräte, Werkzeuge alter Handwerksberufe und der Torfgewinnung – von Erdkarren bis zu einer Feldschmiede zu sehen. In der ehemaligen Stallgasse findet man Ackergeräte und ein Plumpsklo mit altem Zeitungspapier. Außerdem kann ein Tante-Emma-Laden in der ehemaligen Küche des Gulfhauses und altes Mobiliar im Wohnbereich besichtigt werden.
Eine skurrile Geschichte weist das Gulfhaus auf dem Gelände der Zitadelle Vechta tief im ehemaligen Stammesland der Sachsen auf, wo man eigentlich keine Häuser im für die Frieslande typischen Stil erwarten würde: Das Haus ohne Wohnteil verdankt seine Entstehung Resozialisierungsmaßnahmen im Strafvollzug des 19. Jahrhunderts. Ein ostfriesischer Strafgefangener der JVA Vechta, Zimmermann von Beruf, erstellte 1886 die Holzkonstruktion während seiner Haftzeit, um sie nach der Entlassung in die Heimat zu transportieren und durch einen Wohnteil zu vervollständigen. Doch der Häftling verstarb während seiner Haftzeit in Vechta, wodurch das Gebäude auf dem Zitadellengelände verblieb und als anstaltseigenes Stallgebäude diente. Heute gehört das Gebäude gemeinsam mit einem benachbarten Neubau als „GulfHaus“ zu einem von der Gesellschaft „Haus der Jugend Vechta“ betriebenen Jugendzentrum-Komplex.